# Хіротесія
Хіротесія (грец. χείρ — «рука» [хе́йр, піздньогрец. хір] і τίθημι [тітемі] — «покладати», «класти»; звідси — «покладення рук», «рукоположення») в християнстві — покладання рук з молитвою для посвяти в чин нижчого кліру в церковнослужителі. Право хіротесії належить єпископам, але в монастирях, згідно з 14-м правилом Сьомого Вселенського собору, це також дозволяється здійснювати їхнім настоятелям (архімандритам і ігуменам).
Через хіротесію також здійснюється посвята кліриків в урядові ступені (тобто ступені священної ієрархії). Головною відмінністю хіротесії від хіротонії є те, що в ній висвячуваному не надається благодать священства (під час її вчинення єпископом не вимовляються слова закликання благодаті на висвячуваного). Також хіротесія, на відміну від хіротонії, відбувається не у вівтарі, а в самому храмі.